# Altid har jeg længsel
Altid har jeg længsel är ett musikalbum från 1979 av den danska sångerskan Trille som utgavs på skivbolaget Exlibris (EXL 30008). Albumet utgavs ursprungligen som LP, men återutgavs på CD 2005 och i CD-boxen Hele Balladen 2010.

## Låtlista

### Side 1
1. Trækfuglen  5:07
2. Sig noget  4:57
3. Altid har jeg længsel  5:10
4. Sangen om de små skibe  5:52

### Sida 2
1. Danmark  6:57
2. Gi lidt mere tid  5:08
3. Sorg  5:45
4. Under den høje himmel  5:15